# Mizuki Hosoe
Mizuki Hosoe (en japonés 細江みづき, Gero, prefectura de Gifu, 10 de diciembre de 1992) es una jugadora de balonmano japonesa que juega de central en el Balonmano Morvedre.

## Trayectoria
La jugadora japonesa, en su periplo como estudiante en la Universidad de Ciencias del Deporte de Japón, fue seleccionada para el equipo nacional japonés Sub-20 que compitió en el decimoprimer Campeonato Asiático Juvenil Femenino en 2011.
En 2014, participó con el combinado japonés sub-24 en el vigesimosegundo Campeonato Mundial de Estudiantes.Ese mismo año, ganó el premio a la mejor jugadora en la Liga de Primavera de Balonmano Estudiantil de Kanto y también ganó el premio a la mejor jugadora en la Liga de Otoño por segunda temporada consecutiva.
En 2015, se unió al Hida Takayama Black Bulls Gifu de la Liga Japonesa de Balonmano y, en 2016, se mudó al Mie Violet Iris, consiguiendo tres cuartos puestos en otras tantas temporadas, antes de saltar a Europa a jugar con el Balonmano Rocasa Gran Canaria en la temporada 2019/20. Con el equipo canario debutó en competición europea el 21 de noviembre de 2020y ganó una EHF European Cup, en el partido entre clubes con más asistentes en España hasta la fecha, 7183 espectadores.
En la 2022/23 militó en el Cicar Lanzarote Ciudad de Arrecife, dónde sólo estuvo una temporada y, en la 2022/23 reforzó al Balonmano Morvedre en una temporada que acabó con el equipo ascendiendo a División de Honor. Tras una gran segunda temporada, dónde llegó a clasificar su equipo para la fase final de la Copa de la Reina y mantenerse en la máxima división española volvió a Japón para jugar con el Kumamoto Beaust Pindys de la máxima división nacional.

### Clubes
- 2015-16:  Hida T. Black Bulls
- 2016-20:  Mie Violet Iris
- 2020-22:  Rocasa Gran Canaria
- 2022-23:  Cicar Lanzarote Ciudad de Arrecife
- 2023-25:  Balonmano Morvedre
- 2025-:  Kumamoto Viewst Pindies.

### Datos de clubes
Información de goles y temporadas a fecha enero de 2025.
|          | Bandera de Japón | Bandera de España | Bandera de España | Bandera de España |       |
|          | Liga             | Liga              | Copa              | EHF               | Total |
| -------- | ---------------- | ----------------- | ----------------- | ----------------- | ----- |
| Partidos | 47               | 54                | 8                 | 14                | 123   |
| Goles    | 104              | 64                | 19                | 22                | 209   |